# Thuyết tam giác tình yêu

Ba yếu tố của thuyết tam giác tình yêu, tương ứng với mỗi đỉnh của một tam giác. Ba yếu tố này tương tác với nhau tạo nên sáu loại trải nghiệm tình yêu khác nhau

Thuyết tam giác tình yêu là một lý thuyết về tình yêu do nhà tâm lý học Robert Sternberg xây dựng. Lý thuyết này chia mối quan hệ giữa người với người thành ba yếu tố, bao gồm thân mật, đam mê và tận tụy/cam kết". Theo Sternberg, yếu tố "thân mật" đề cập đến "cảm giác gần gũi, kết nối và gắn bó trong các mối quan hệ yêu đương", còn niềm "đam mê" nghĩa là "động lực tạo ra sự lãng mạn, hấp dẫn thể xác, thỏa mãn tình dục và những hiện tượng khác có liên quan trong mối quan hệ yêu đương", trong khi lòng "tận tụy/cam kết" mang sắc thái nghĩa khác nhau tùy ngữ cảnh (ngắn hạn hay dài hạn). Trong trường hợp ngắn hạn, yếu tố này quyết định việc "một người có tình cảm với một ai đó" (phải lòng) và trong trường hợp dài hạn, nó thể hiện "cam kết của một người trong việc duy trì tình yêu đó".